# ダン・メリドール

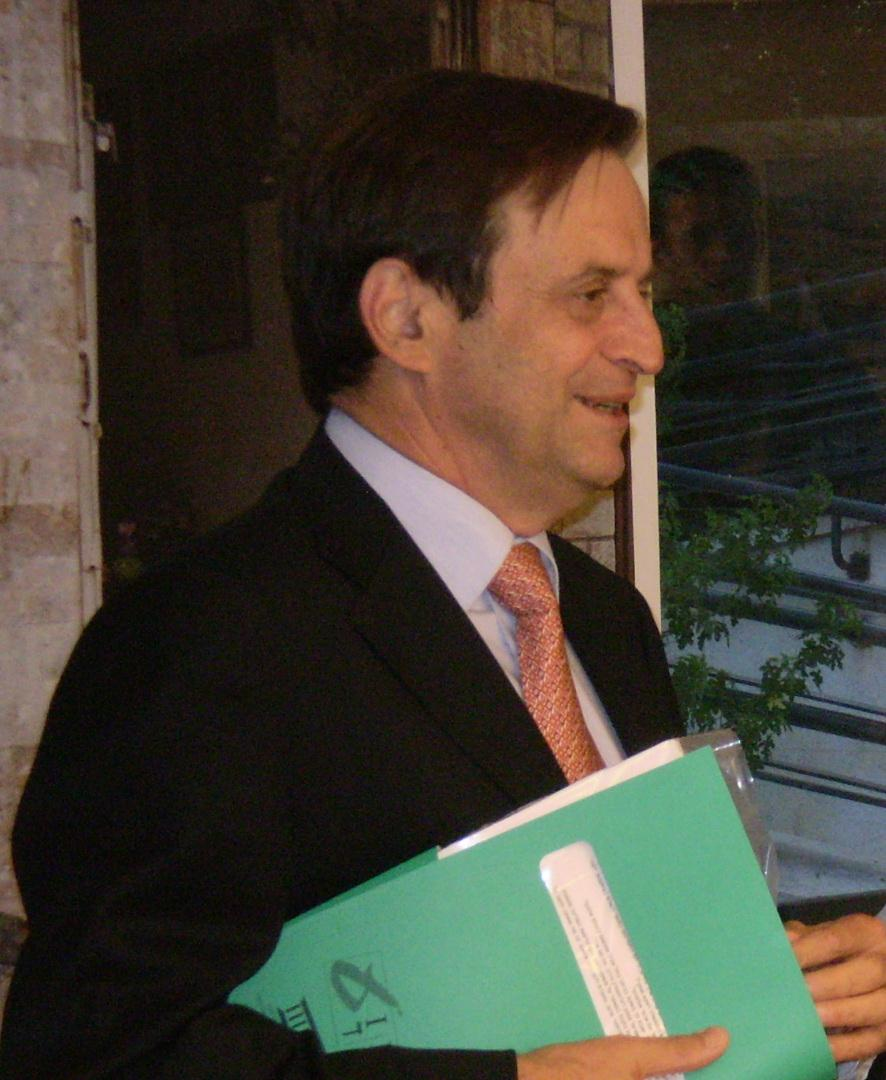
ダン・メリドール

ダン・メリドール（Dan Meridor、ヘブライ語：דן מרידור）は、1947年4月23日、イスラエル・エルサレム出身のイスラエルの政治家。法律家。イスラエル国会議員で現在6期目。同国の法相、財務相を歴任。政治的モットーは「右に傾斜しすぎることも、左に傾斜しすぎることも誤りである」である。経済学者のリオーラ夫人との間に4人の子供がいる。

## 出自・学歴
1947年、建国前のイスラエル・エルサレム出身。父親はロシアからの帰還者で、当時はイルグンの活動家だったエリヤフ・メリドール。実父・エリヤフはその後、現在のリクードの前身ヘルートに参画、同党の議員として活動する。メリドールは長じてヘブライ大学に進み、同大学で法学の学士号を取得する。軍隊時代は戦車部隊に所属、最終的な階級は大尉。

## 政界入り
その後メリドールは、実父が仕えたメナヘム・ベギン首相の下で内閣の事務局長を務め、ベギンがレバノン戦争で失脚すると、その後を継いだイツハーク・シャミールにも同じように従った。1984年に退任し、同年実施の総選挙でリクードから出馬・当選を果たし、同党内では穏健派に属した。シャミール政権下で法相、96年発足のネタニヤフ政権下では財務相に就任するものの、同党内の対アラブ・パレスチナ強硬派を代表するネタニヤフとは政策的にたびたび対立し、翌・97年、財務相を辞任。その後、リクードを離党し、同じようにネタニヤフと対立し同党を離党したイツハーク・モルデハイと新党・中道党を99年に結成するものの、党勢は伸び悩み、党首のモルデハイ自身も強制わいせつ事件で政界を追われ、同党は実質的に消滅する。メリドール自身も、2003年の総選挙には出馬を見合わせ政界からも一時身を引くことになる。

## 政界復帰・ネタニヤフとの和解
長らく政界から遠ざかっていたメリドールだったが、2008年11月に長らく対立していたベンヤミン・ネタニヤフと関係を修復・政界への復帰を発表する。メリドールはエフード・オルメルト首相とは関係が良好だったが、レバノン侵攻への失敗を理由にカディーマの政策を同記者会見で激しく批判した。同月には、メリドールとは別の立場からネタニヤフと対立していたベニー・ベギン・元科学相も関係修復を果たしており、メリドールとベギン、そして国民的人気の高いモーシェ・ヤアロン・元参謀総長の3人は、2009年2月10日実施の総選挙で政権奪回を目指していたリクードの目玉候補となり、同党の政権奪回に大きく貢献する。メリドールは同党の比例順位17位で出馬し、当選を果たしている。